# Stempellinella sublettorum
Stempellinella sublettorum är en tvåvingeart som beskrevs av Ekrem 2007. Stempellinella sublettorum ingår i släktet Stempellinella och familjen fjädermyggor. Inga underarter finns listade i Catalogue of Life.